# Ирански народи
Ирански народи (још и ираноаријски или ираноаријевски народи) су народи из групе индоевропских народа, који углавном настањују подручје југозападне Азије. Говоре иранским језицима, који заједно са индијским језицима, чине индоиранску грану индоевропске породице језика. У историјском смислу, ирански народи су некада настањивали и подручја средње Азије, источне Европе и средње Европе (укључујући северне делове данашње Србије), а током сеобе народа у периоду раног средњег века, ирански Алани су се населили у Галији (данашња Француска), Хиспанији (данашња Шпанија и Португал) и северној Африци. Према неким теоријама о пореклу Срба, Хрвата и Бугара, етноними ова три јужнословенска народа су такође иранског порекла. Јаси, етничка група Мађара у Мађарској, су такође иранског (аланског, осетског) порекла. 

## Данашњи ирански народи
Данас постоји око 120.000.000 припадника иранских народа, од којих су најбројнији:
- Пуштуни (око 36.000.000)
- Персијанци (око 32.000.000)
- Курди (око 19.000.000)
- Таџици (око 9.800.000)
- Белуџи (око 6.500.000)
- Гиланци [] (око 3.600.000)
- Лури (око 3.000.000)
- Мазендеранци (око 2.500.000)
- Хазарејци (око 2.400.000)
- Бахтијари (око 1.100.000)
- Осети (око 613.000)
- Тати (око 530.000)
- Тејмури (око 368.000)
- Џамшиди (око 272.000)
- Монгори (око 231.000)
- Памирски народи (око 202.000)
  - Јазгулемци
  - Рушанци
  - Хуфци
  - Бартангци
  - Орошорци
  - Баџујци
  - Јагнопци
  - Шугнанци
  - Ишкашимци
  - Ваханци
  - Зебакци
  - Сангличци
  - Мунџанци
  - Сараколци
  - Јидга
- Фирузкуси (око 187.000)
- Талиши (око 168.000)
- Тајмани (око 164.000)
- Хазарејци Калаји-Нау (око 74.000)
- Галеши (око 67.000)
- Гебри (око 12.000)
- Ормури (око 7.000)
- Парачи (око 7.000)

## Стари ирански народи
У иранску групу народа спадало је и неколико старих народа, као што су:
- Персијанци
- Медијци
- Парти []
- Аријци
- Согдијанци
- Масагети
- Скити
- Сармати
  - Алани
  - Јазиги
  - Роксолани
  - Сираци

Персијанци као народ постоје и данас, док се директним потомцима сарматских Алана сматрају данашњи Осети на Кавказу. Потомци Согдијанаца су данашњи Јагнопци на Памиру.

## Етнички и државни простор
Ирански народи чине већину становништва у државама Иран, Авганистан и Таџикистан, као и у фактички независној држави Јужној Осетији (формално се сматра делом Грузије). Известан степен политичке или територијалне аутономије ирански народи уживају и у Ираку (регион Јужни Курдистан), Русији (република Северна Осетија) и Пакистану (покрајине Белуџистан и Хајбер-Пахтунва и територија под називом Племенска подручја под федералном управом).
У самом Ирану, поред већинских Персијанаца, живе и други ирански народи, а неки од њих имају и своје покрајине, иако оне немају већи степен самоуправе од других покрајина Ирана. То су покрајине Курдистан, Луристан, Чахармахал и Бахтијари, Систан и Белуџистан, Гилан и Мазендеран. У Ирану постоји и покрајина Фарс, некадашње матично подручје Персијанаца, иако већина њих данас живи у другим деловима Ирана. 
У Таџикистану постоји аутономна покрајина Горно-Бадахшан, у којој живе ирански Памирски народи. Покрајине Авганистана нису прављене по етничком критеријуму, а ова држава представља заједничку домовину три иранска народа - Пуштуна, Таџика и Хазарејаца.